# Distretto di Sultanhisar
Il distretto di Sultanhisar (in turco Sultanhisar ilçesi) è uno dei distretti della provincia di Aydın, in Turchia.